# Pavel Svojanovský
Pavel Svojanovský, född 12 augusti 1943 i Otrokovice i Tjeckien, död 31 mars 2024 i Havlíčkův Brod i Tjeckien, var en tjeckisk roddare som tävlade för Tjeckoslovakien under sin aktiva karriär.
Han tog OS-brons i tvåa med styrman i samband med de olympiska roddtävlingarna 1976 i Montréal.